# القلمون (لبنان)
القلمون هي بلدة لبنانية تقع على ساحل البحر الأبيض المتوسط، في محافظة الشمال في قضاء طرابلس. إنها أول مدينة جنوب طرابلس، على بعد 5 كم منها. أما سكانها فهم القلمونيون.

## الجغرافيا

### الموقع
تبعد بلدة القلمون حوالي 5 كم عن طرابلس و75 كم عن بيروت، وتقع بين بحر وجبل على مساحة 290 هكتار تجاورها بلدة راس مَسْقا شرقًا وقلحات جنوبًا، وكذلك بلدتا أَنْفه وددّه.
| طرابلس   | البحر المتوسط | البحر المتوسط |
| راس مسقا | القلمون       | البحر المتوسط |
| دده      | قلحات         | أنفه          |

### المناخ
تتمتع القلمون بمناخ متوسطي. يحتوي الجدول أدناه على معدل الحرارات الشهرية في القلمون حسب القياسات الجوية للسنوات الثمانية الأخيرة.
| البيانات المناخية لـلقلمون   | البيانات المناخية لـلقلمون | البيانات المناخية لـلقلمون | البيانات المناخية لـلقلمون | البيانات المناخية لـلقلمون | البيانات المناخية لـلقلمون | البيانات المناخية لـلقلمون | البيانات المناخية لـلقلمون | البيانات المناخية لـلقلمون | البيانات المناخية لـلقلمون | البيانات المناخية لـلقلمون | البيانات المناخية لـلقلمون | البيانات المناخية لـلقلمون | البيانات المناخية لـلقلمون |
| الشهر                        | يناير                      | فبراير                     | مارس                       | أبريل                      | مايو                       | يونيو                      | يوليو                      | أغسطس                      | سبتمبر                     | أكتوبر                     | نوفمبر                     | ديسمبر                     | المعدل السنوي              |
| ---------------------------- | -------------------------- | -------------------------- | -------------------------- | -------------------------- | -------------------------- | -------------------------- | -------------------------- | -------------------------- | -------------------------- | -------------------------- | -------------------------- | -------------------------- | -------------------------- |
| متوسط درجة الحرارة الكبرى °ف | 61                         | 63                         | 64                         | 70                         | 77                         | 82                         | 86                         | 86                         | 84                         | 79                         | 72                         | 64                         | 74                         |
| متوسط درجة الحرارة الصغرى °ف | 46                         | 45                         | 50                         | 54                         | 61                         | 66                         | 72                         | 72                         | 70                         | 63                         | 54                         | 50                         | 59                         |
| الهطول إنش                   | 7.1                        | 6.3                        | 8.7                        | 3.5                        | 0.8                        | 0.4                        | 0                          | 0                          | 0.4                        | 1.2                        | 0.9                        | 0.7                        | 30                         |
| متوسط درجة الحرارة الكبرى °م | 16                         | 17                         | 18                         | 21                         | 25                         | 28                         | 30                         | 30                         | 29                         | 26                         | 22                         | 18                         | 23                         |
| متوسط درجة الحرارة الصغرى °م | 8                          | 7                          | 10                         | 12                         | 16                         | 19                         | 22                         | 22                         | 21                         | 17                         | 12                         | 10                         | 15                         |
| الهطول مم                    | 180                        | 160                        | 220                        | 90                         | 20                         | 10                         | 0                          | 0                          | 10                         | 30                         | 22                         | 18                         | 760                        |
| المصدر:                      |                            |                            |                            |                            |                            |                            |                            |                            |                            |                            |                            |                            |                            |

## التسمية

### التسمية عبر التاريخ
كانت القلمون في العصور الإغريقية الرومانية القديمة تُعرف باسم قَلَموس (Calamus\Kalamos) أو قَلومو (Kalomo). بعدها سمّيت قَلْمُنت (Calmont) وقَلَمون (Calamón) في عصر الحروب الصليبية. وابتداء من القرن الثامن عشر ميلاديًّا، تم ذكرها في الغرب تحت عدة أسماء: قَلَموس (Calamus\Calamos)، وقَلَمون (Calamon)، والقُلْمون (el-Kulmon)، وقَلْمون (Kalmoun).

### أصل التسمية
هناك عدة فرضيات حول أصل اسم القلمون.
بالعربية، كلمة قلمون تأتي من كلمة خَمَيْلِيُون الإغريقية (اليونانية القديمة: χαμαιλέων)، والتي تعني الحرباء. بالتالي، فأبو قلمون يدل على ثوب يتراءى إذا أشرقت عليه الشمس بألوان شتى، وأيضًا على طائر أسود، أحمر الرجلين والمنقار، ويبدو أنه طائر الزُّمَّت، وكذلك على حجر اليَشْم.
يرى الدكتور أنيس الأبيض المتخصص في التاريخ في الجامعة اللبنانية أن كلمة قلمون مشتقة من الآرامية «غالمة» أي التلة، ومن الإغريقية «غلموس» أي سفح الجبل.
يقرّب آخرون اسم القلمون من اسم دير البَلَمَنْد المشتق من الفرنسية بِلْمونت (Belmont)، وهو مكون من كلمتي بِل (bel) ومونت (mont). فيَرون أن كلمة قلمون تتكون أيضًا من جزأين هما قَل (cale) ومون أو مونت (mont)، وهذا يعني سفح الجبل.
أما المؤرخ فؤاد أفرام البستاني، فإنه يلحظ علاقة بين كلمتي قلمون وقلم، وحتى مع اللاتينية كَلَموس (اللاتينية: calamus) المشتقة من نفس الكلمة بالإغريقية (اليونانية القديمة: κάλαμος) أي القصب للكتابة. ويرى في ذلك إشارة إلى العدد الكبير من المتعلمين في البلدة في العهود القديمة.
هناك فرضية أخيرة تزعم أن أول سكان القلمون في العهد الفينيقي كان أصلهم من جبال القلمون في سوريا، وقد سموا مقطنهم الجديد نسبة إلى موطنهم الأم.

### الأدلة في الكتابات
بلدة القلمون مذكورة في العديد من الكتب لدى المؤرخين والرحالة منذ العهود القديمة.
بوليبيوس، وهو مؤرخ وسياسي إغريقي توفي عام 124 ق.م.، يذكرها في كتابه «التاريخ العامّ» (المجلد V، الباب 68) تحت اسم قَلَموس (اليونانية القديمة: κάλαμος). يحكي فيه أن الملك السلوقي أنطيوخوس الثالث «دخل في سوريا عبر تلة تسمى ثِيوبْروسوبون (Théoprosopon) ومنها استولى على بوتريس (Botrys) وحرّق ترِيِيريس (Trieris) وقَلَموس (Calamos) ووصل إلى بِيرِيتوس (Berytus)». نفهم هنا أن بوتريس هي البترون، وترِيِيريس هي الهري، وقلموس هي القلمون وبِيرِيتوس هي بيروت.
بلينيوس الأكبر، وهو مؤرخ روماني توفي عام 79  م، يتكلم عنها في موسوعته «التاريخ الطبيعي» (المجلد V، الباب 78) ويسميها قَلَموس (Calamos)، كما هو مذكور في القاموس اللاتيني-الفرنسي غافيو (Gaffiot):
نرى هنا أن بلينيوس يذكر المدن الفينيقية الساحلية من الجنوب إلى الشمال، فيضع مدينة قَلَموس بين بوتريس (الموافقة للبترون) وتريبوليس (الموافقة لطرابلس). فمن المرجح إذًا أنه يتكلم عن القلمون في هذا المقطع.
ناصر خسرو، وهو رحالة وشاعر وفيلسوف فارسي توفي عام 1088  م، يروي في كتابه «السفرنامَه» أنه مر بها سنة 1047  م:
الإدريسي، وهو رحالة وجغرافي أندلسي توفي حوالي 1165  م، يذكر في «نزهة المشتاق في اختراق الآفاق» حصن القالَمون المجاور لمدينة اطْرابلس وحصنِ «أنف الحجر»، وهو بلدة أنفه.
عبد الغني النابلسي، وهو عالم بالدين ورحالة وشاعر دمشقي توفي عام 1731  م، يخبرنا في «التحفة النابلسية في الرحلة الطرابلسية» أنه وصل إلى القرية في اليوم التاسع عشر من رحلته، الجمعة 24 سبتمبر 1700 م: 
جون دو لا روك (Jean de La Roque)، وهو رحالة وأديب فرنسي توفي عام 1745  م، يذكر في كتابه «السفر إلى سوريا وجبل لبنان» (Voyage de Syrie et du Mont-Liban) أنه مر «بمكان رائع، يسمى قَلْمُنت (Calmont)، يقال أنه موطن القديسة مارينا»، بعد أن مكث ليلة كاملة في قرية عرجس المارونية.

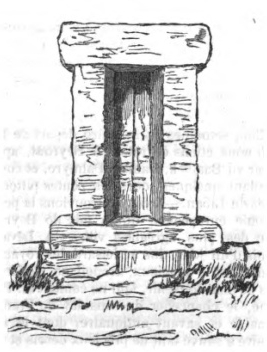
مبنى أثري في القلمون

شارل-جون-ميلخيور دو فُوغُوِي (Charles-Jean-Melchior de Vogüé)، وهو عالم آثار ودبلوماسي فرنسي توفي عام 1916  م، يقول في كتابه «أجزاء من مذكّرة سفر إلى المشرق. سواحل فينيقيا.» (Fragments d'un journal de voyage en Orient. Côtes de la Phénicie.) أنه مر بقَلْمون (Kalmoun)، وهي «قرية صغيرة جميلة محاطة بالخضار» وأنه توقف فيها «لتناول الغداء تحت مجموعة من أشجار التين والرمان المحمّلة بالفواكه». وقد رأى هناك قرب البلدة آثارًا قديمة:
إرنست رينان، وهو كاتب ومؤرخ فرنسي توفي عام 1892  م، يتحدث في كتابه «البعثة إلى فينيقيا» (Mission de Phénicie) عن قرية قَلْمون (Calmoun)، ويذكر ما قاله ميلخيور دو فوغُوِي. فيصف فيها مبْنَيين «يشبهان محرابين مشيدين على نفس القاعدة، وكل منهما مكون من حجر واحد»، ويعتبر بأنهما معصرتان [الفرنسية]. وهذا يشكل دليلًا بالنسبة له بأنه «كان هناك بالتأكيد مدينة قديمة». ويذكر أيضًا ما قاله الجغرافي العربي الإدريسي: «الإدريسي يضع في جنوب طرابلس حصنًا يسمى بقَلْمون».
فيكتور جويرين، وهو عالم آثار وجغرافي فرنسي توفي عام 1890  م، يتحدث في كتابه «الأرض المقدسة» عن قرية مسلمة تسمى قَلَمون (Kalamoun) قريبة من طرابلس، ويبلغ عدد سكانها 800 نسمة.

### الأدلة في الخرائط
تظهر القلمون في العديد من الخرائط القديمة بين القرن الثامن عشر والتاسع عشر الميلادي:

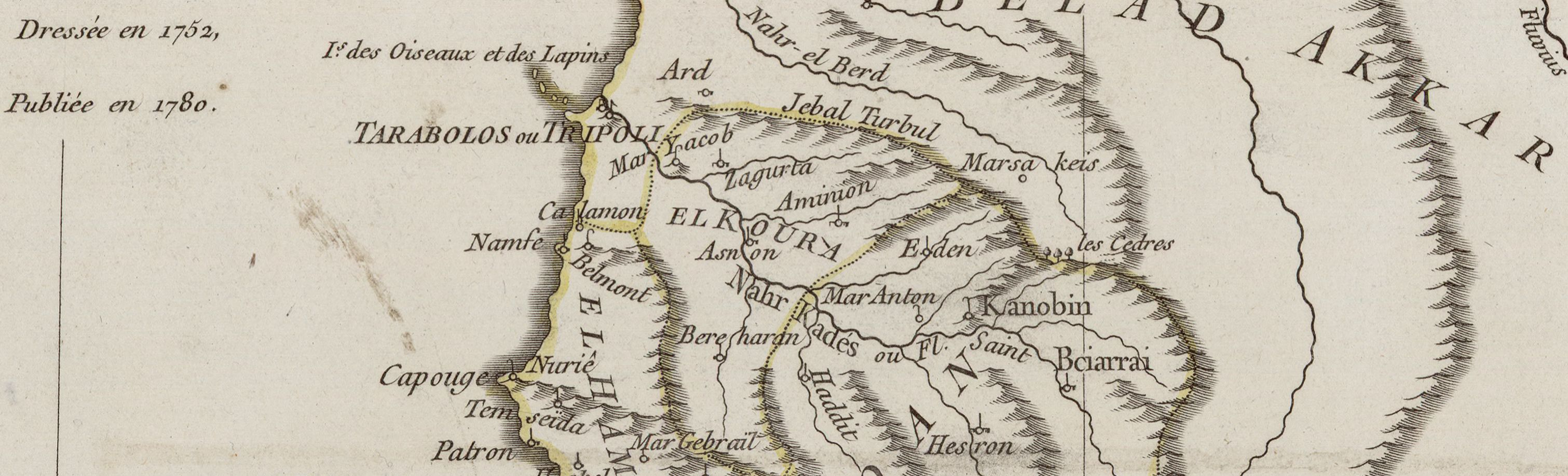
القلمون (Calamon) في 1752
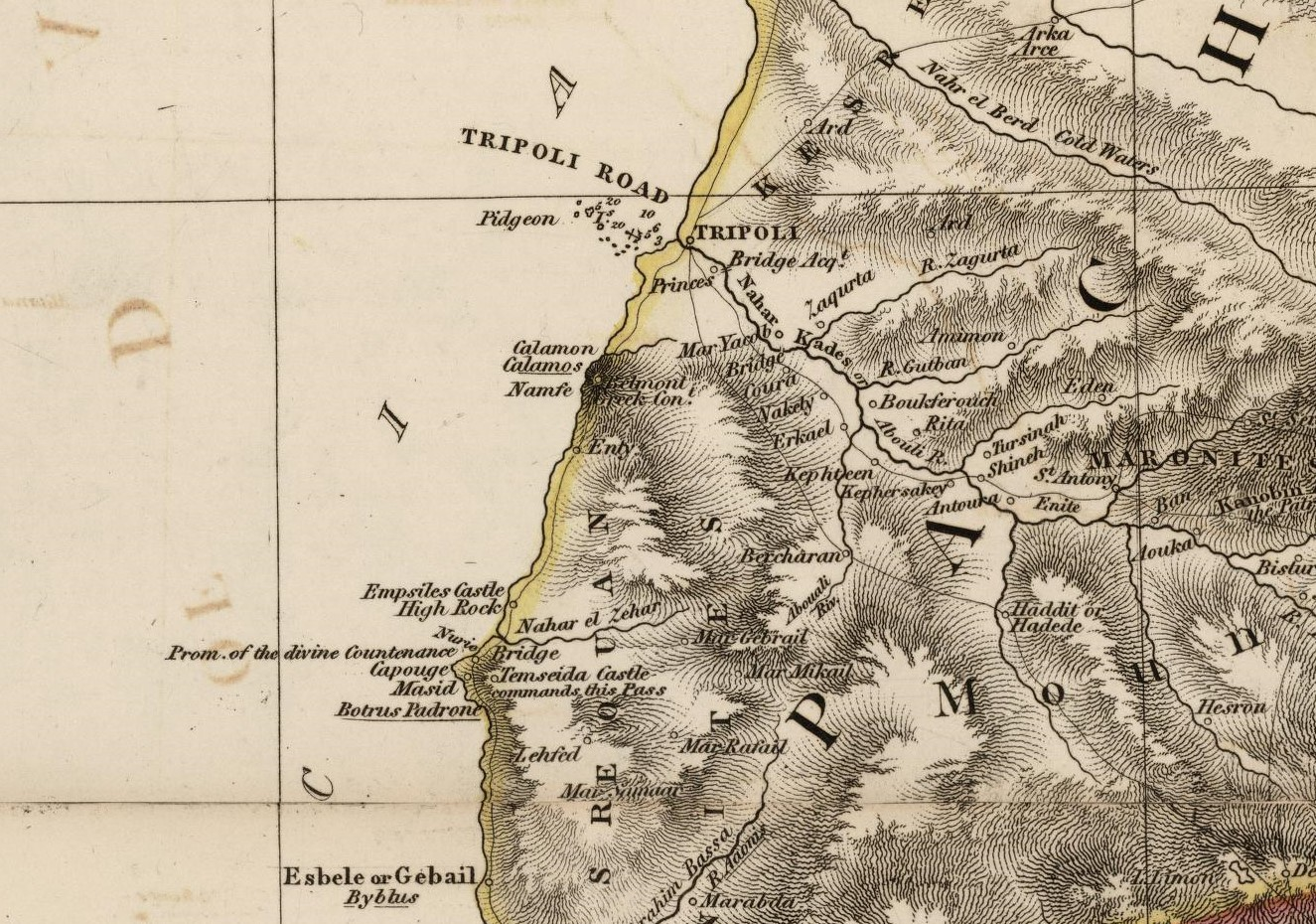
القلمون (Calamon) في 1815
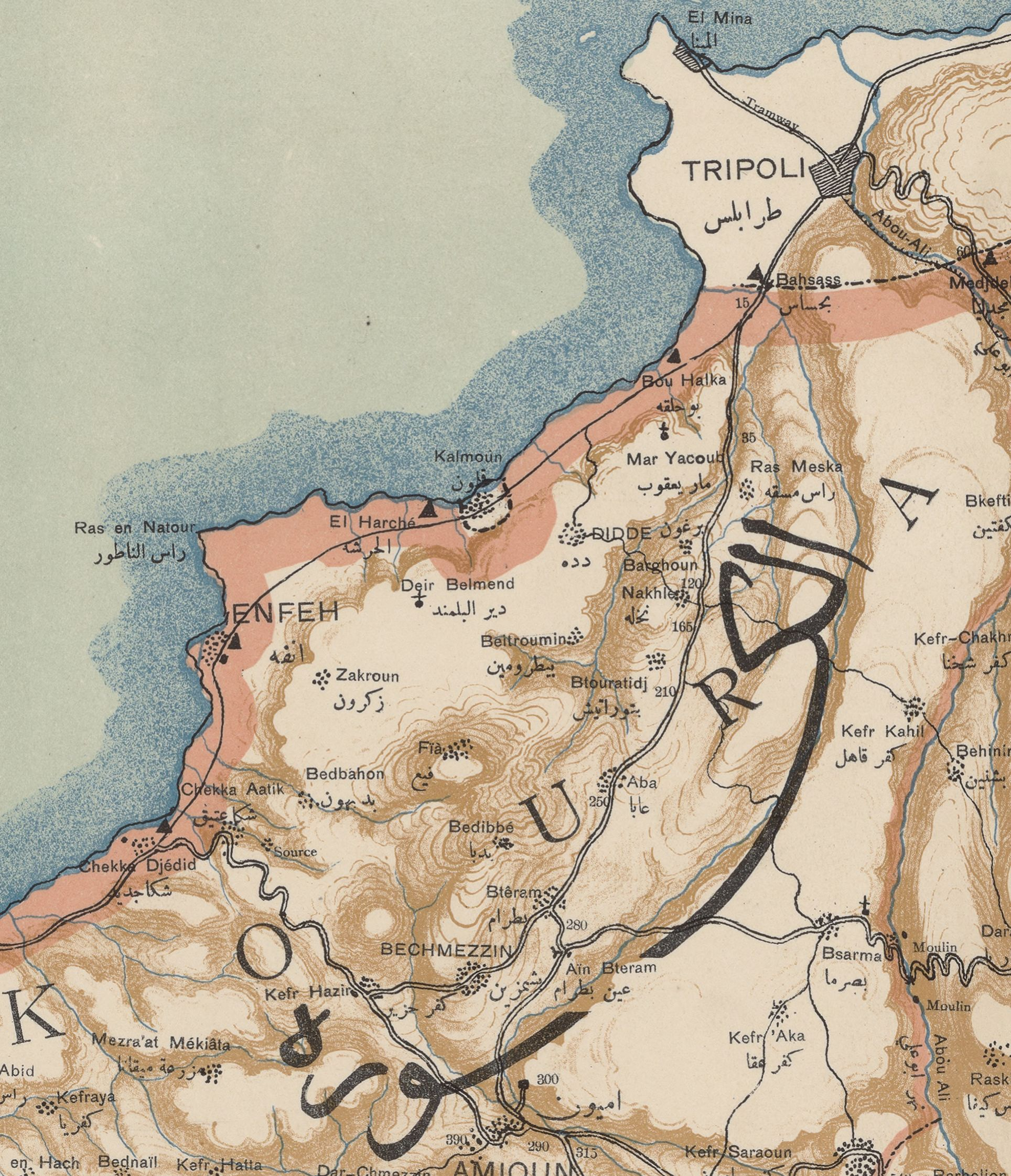
القلمون (Kalmoun) في 1800 تقريبًا
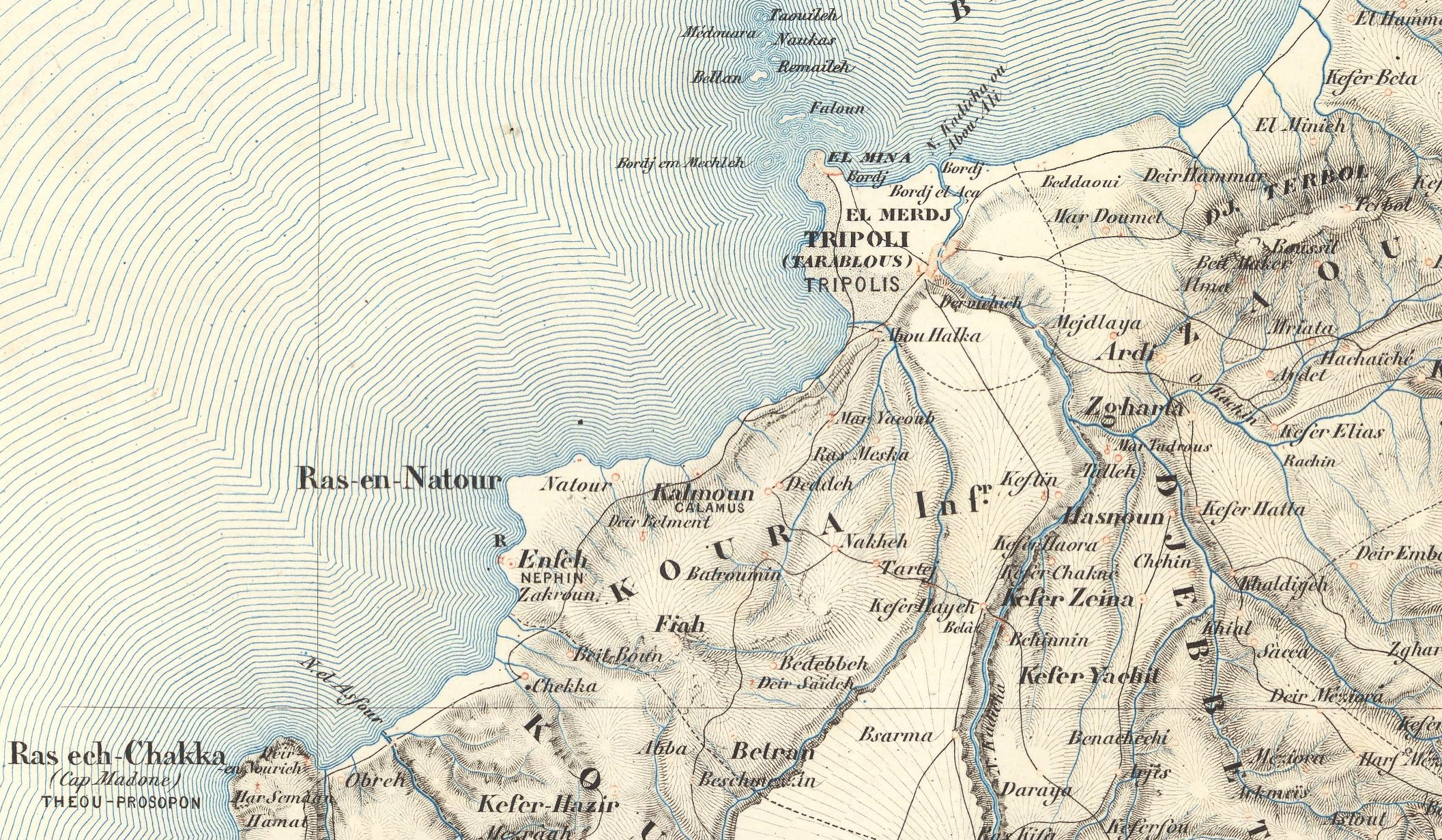
القلمون (Kalmoun) في 1862
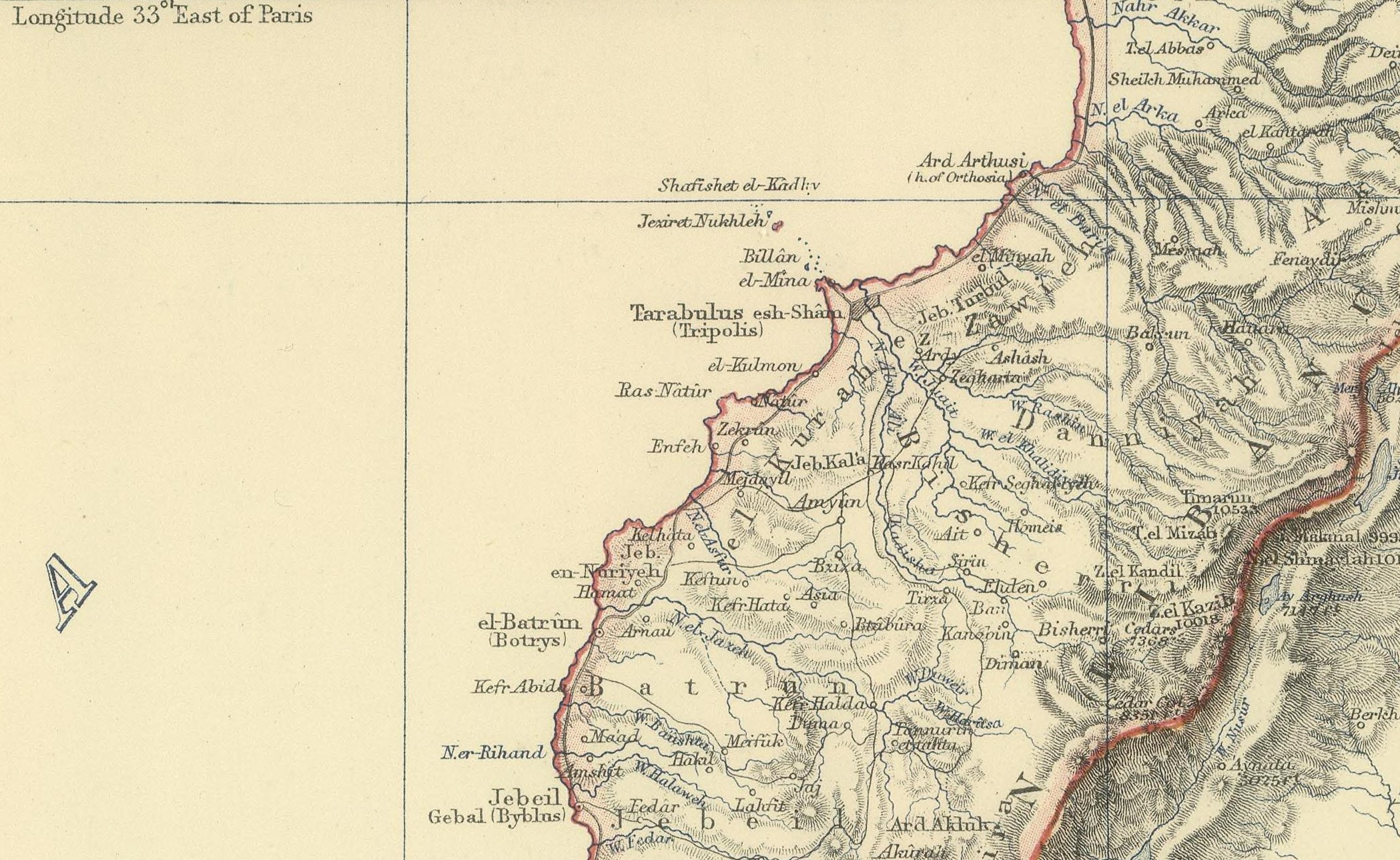
القلمون (el-Kulmon) في 1879
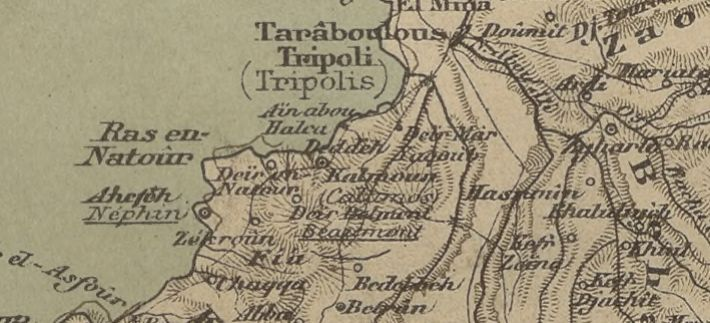
القلمون (Kalmoun) في 1883

## التاريخ
تاريخ القلمون يمتد على مدى 5 000 عام كانت فيها قرية زراعية.
في الوقت الحالي أصبحت مركزًا للعمل على النحاس والنحاس الأصفر والبرونز، نتيجة انتقال حرفيين من سوق النحّاسين في طرابلس إلى القلمون منذ عشرات السنين.

## السكان والمجتمع

### السكان والأديان
معظم القلمونيين مسلمون سنيّون، وعددهم يبلغ حوالي 13 000 نسمة، بينهم 2 000 مغترب، وهم جزء من الشتات اللبناني. يزيد هذا العدد 4 000 لاجئ سوري منذ بداية الحرب الأهلية السورية.

### التعليم
تعد نسبة الحاصلين على إجازة الدكتوراه في القلمون من أعلى النسب على صعيد لبنان. وقد اشتُهرت بفضل أساتذتها ومهندسيها ودكاترتها وأطبائها المنتشرين في كل أنحاء البلد.

### الثقافة والفن
أسِّست في القلمون عدة فرق من المنشدين الهواة أو المحترفين، ويتناولون في أناشيدهم العديد من المواضيع الدينية والاجتماعية.[بحاجة لمصدر]

### الرياضة
تشتهر القلمون بناديها للكرة الطائرة الذي نال أعلى المراتب على صعيد لبنان.

## الاقتصاد
تضم القلمون، على الطريق العام المقابل للشاطئ، عددًا من الورْشات والمحلات التي تبيع المنتوجات النحاسية المصنوعة تقليديًّا هناك.
على الطريق نفسه تنتشر الحوانيت لبيع محصول القلمون من زهر وزيتون ومشتقاتهما. فالبلدة تشتهر بصناعة ماء الزهر والورد وشراب التوت والبرتقال والليمون والجَزَرِيَّة، وهي حلوى شعبية مصنوعة من اليقطين.
من الحِرَف الدارجة في البلدة أيضًا صيد السمك، وتدل على ذلك أسواق السمك التي تبيع محصول الصيد اليومي.

## الثقافة المحلية والتراث

### المباني والأماكن البارزة

#### أماكن العبادة
بلدة القلمون تحتوي على خمسة مساجد.

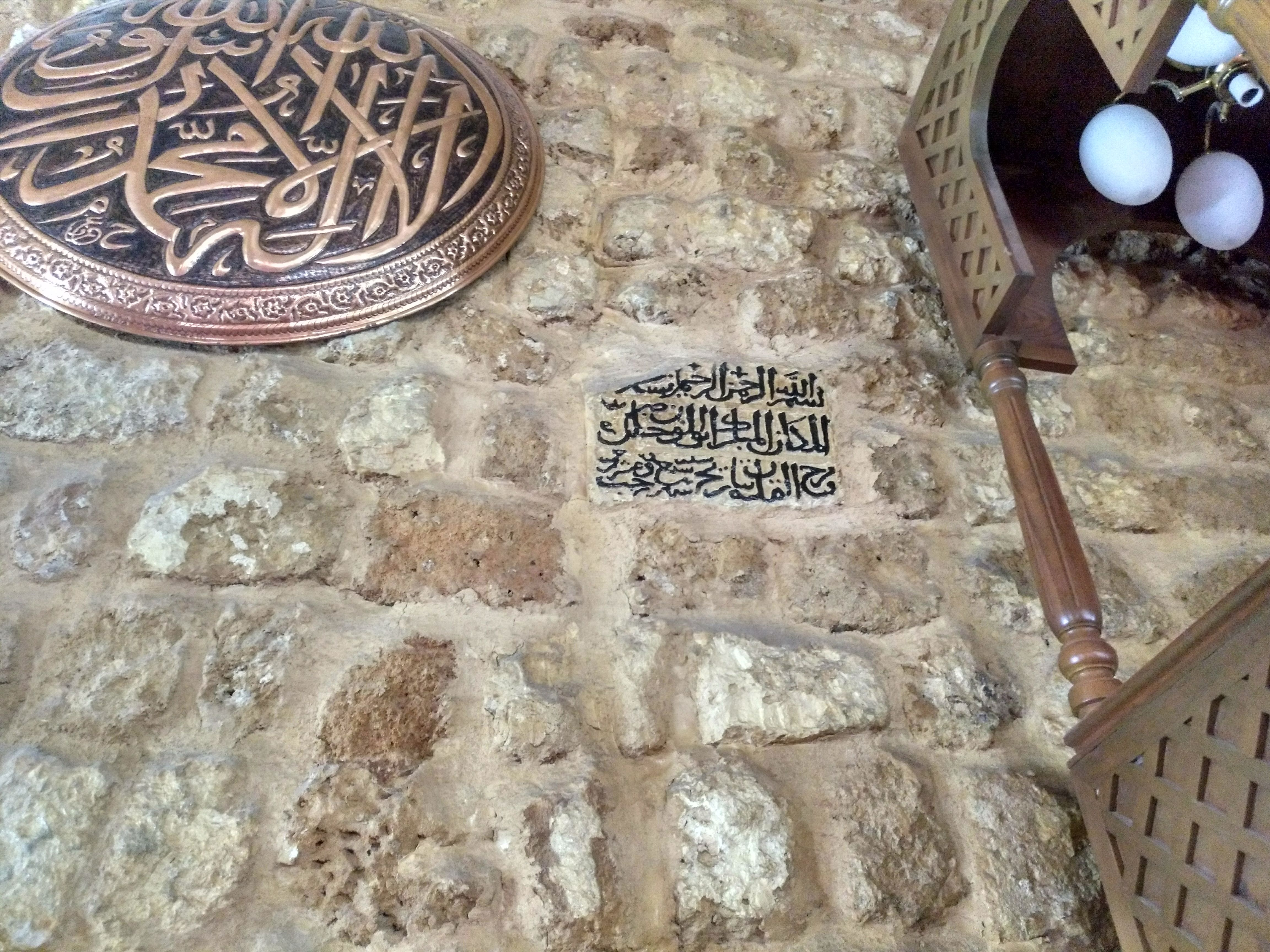
كتابة في الجامع البحري

المسجد الأساسي في القلمون هو الجامع البحري (34°23′19″N 35°47′11″E / 34.38871°N 35.78628°E)، واسمه يأتي من قربه من البحر. قد أسِّس منذ أكثر من ثمانمئة سنة في عهد الحروب الصليبية، كما تشير إليه لوحة ذو ثلاثة أسطر على يسار المنبر (527  هـ\1132  م)، وهذه الفترة تطابق فترة حكم الصليبيين في طرابلس. في القرن الثامن عشر الميلادي، قام بترميمه الشيخ علي البغدادي (1192  هـ\1778  م). المسجد مكوّن من جزء أمامي قديم وجزء أكبر بُني خلفه مجددًا لتوسعته. الجزء الأثري عبارة عن قَبوين كبيرين مبنيين بحجارة رملية كمعظم المساجد القديمة في طرابلس. أما المئذنة فبناؤها أحدث من باقي الجامع.
المسجد الثاني في القلمون من ناحية الأهمية والقدم هو الجامع الغربي (34°23′05″N 35°46′58″E / 34.38480°N 35.78282°E)، ويسمى هكذا بسبب موقعه بالنسبة إلى الجامع البحري.
جامع العزم (34°23′11″N 35°47′23″E / 34.38641°N 35.78971°E) بنته جمعية العزم والسعادة التابعة لرئيس الوزراء اللبناني السابق نجيب ميقاتي.
أما مسجد الرضا (34°23′23″N 35°47′33″E / 34.38965°N 35.79247°E)، فأسسته الجمعية الخيرية الكويتية «الرحمة العالمية»، وهو تابع لمجمع الرحمة التنموي. هذا المجمع يحتوي أيضًا على ثانوية التطوير التربوي، ومدرسة الرحمة النموذجية لأطفال اللاجئين السوريين، ومستوصف طبي، وقاعة الرضا للمناسبات، ومسبح أولَمبي داخلي.

هناك أيضًا مصلى في أقصى المدينة غربًا، قرب منتجع النُورْث هافِن.

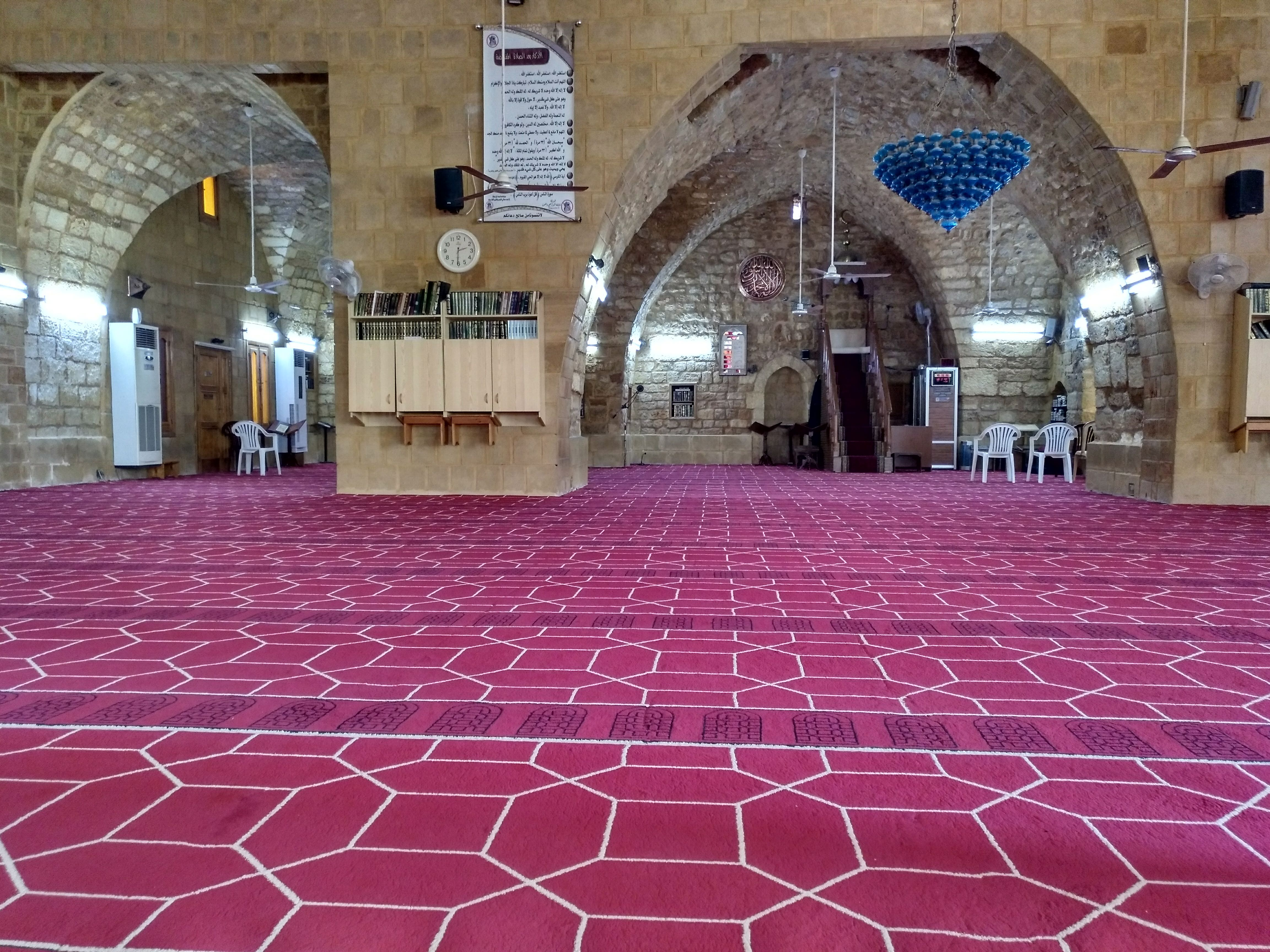
الجامع البحري
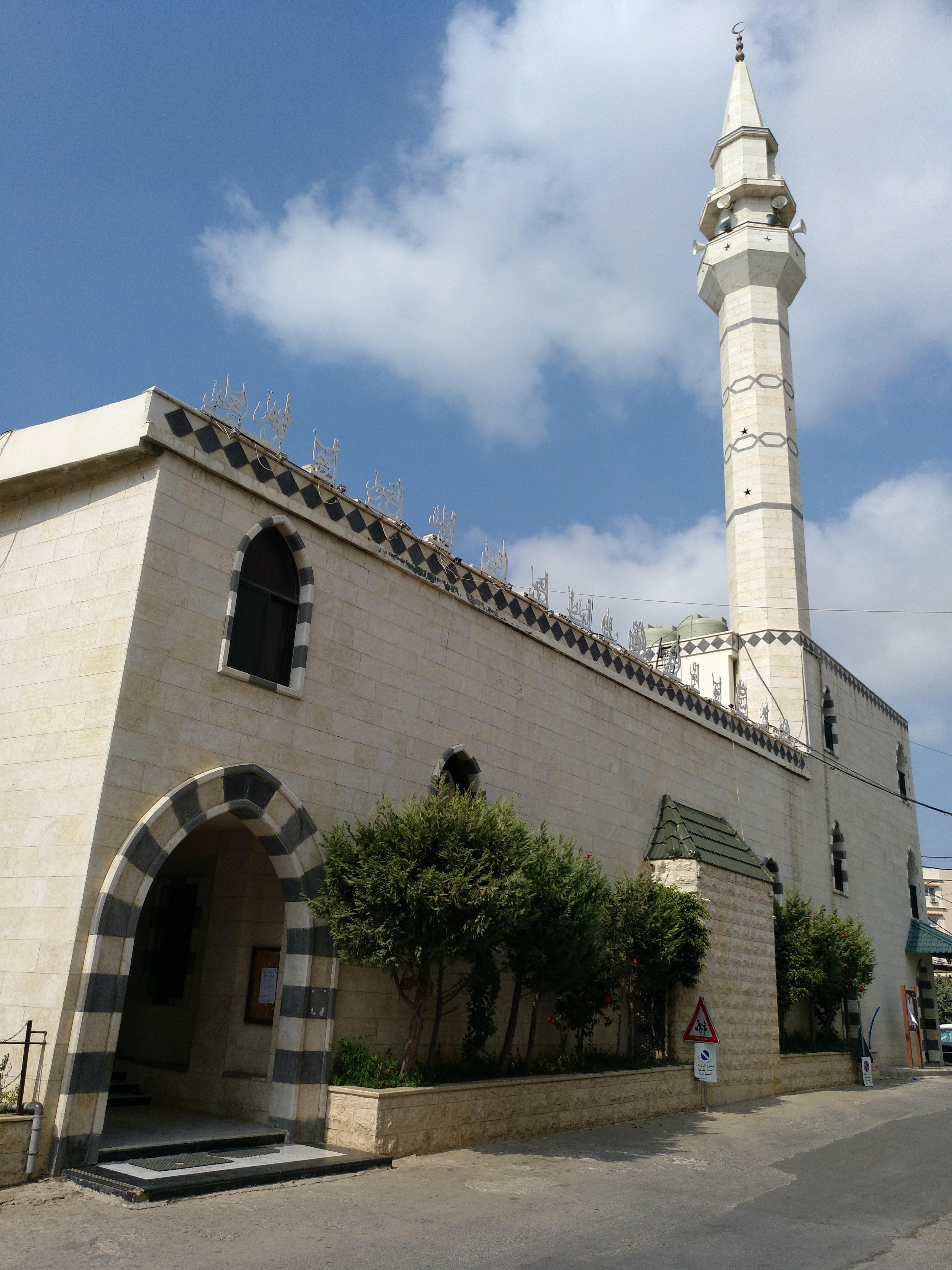
الجامع الغربي
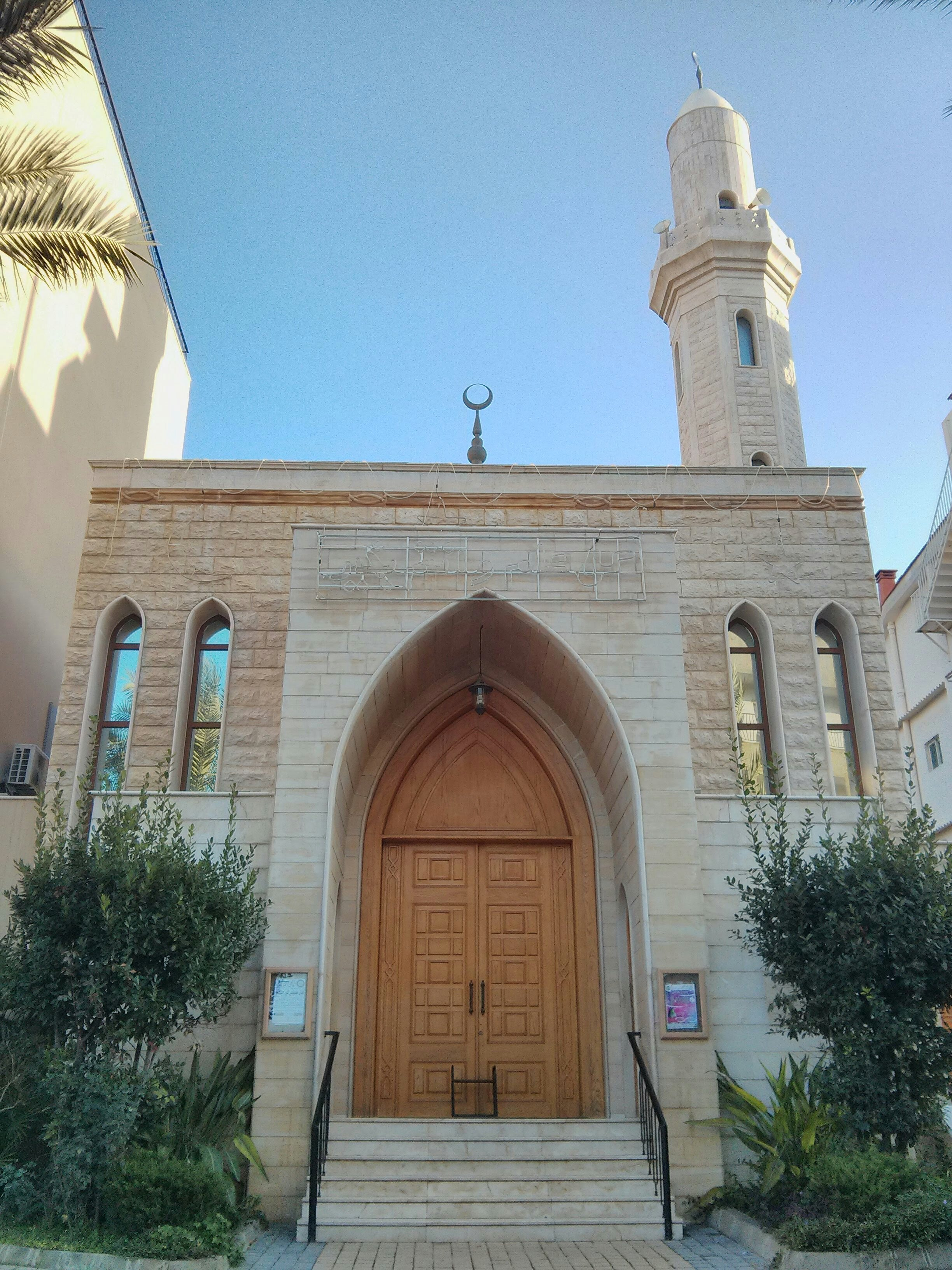
جامع العزم

#### المواقع الأثرية
يوجد مصلى عين الجامع جنوب الجامع البحري في حارة العين، وبناه المسلمون الذين تمركزوا هناك قرب عين ماء في عهد حكم الصليبيين لطرابلس.

#### المقابر
يوجد مقبرتين في القلمون. الأصغر والأقدم هي مقبرة المشايخ (34°23′19″N 35°47′12″E / 34.388661°N 35.786528°E) المجاورة للجامع البحري. وتسمّى هكذا لأن فيها قبور العديد من الشخصيات الدينية للقرية، ولا تستقبل سوى العائلات التابعة لآل البيت. غير أن المقبرة الأكثر استعمالًا حاليًّا هي مقبرة القلمون (34°23′09″N 35°47′13″E / 34.38591°N 35.78692°E) الموجودة قرب مصلى عين الجامع في حارة العين، فهي أوسع.

#### المرفأ
مرفأ القلمون (34°23′26″N 35°47′15″E / 34.390470°N 35.787536°E) يوجد قرب الجامع البحري، ويدل على أهمية صيد السمك في اقتصاد البلدة.

### القلمون في الفن والثقافة
ذكِرت البلدة في العديد من الأعمال الفنية، لا سيما في الأناشيد، وأبرزها نشيد «يا قلمون».
من ناحية أخرى، أعطت القلمون اسمها لزورق الدَّورية الفرنسي DF41 «أفِيل اغْوالارن» (Avel Gwalarn)، الذي استلمته القوات البحرية اللبنانية من قبل فرنسا في 27 مايو 2009، فلقبته بِاسم «القلمون 43» (Al-Kalamoun 43).

### شخصيات من القلمون
الشخصيات المذكورة أدناه عاشت في القلمون أو أصلها من البلدة:
- مارينا الراهبة (توفيت في 750  م) – وهي قديسة مسيحية لجأت عدة سنوات إلى مغارة في الجبل المجاور للقلمون.
- مصطفى آغا بربر (توفي في 1835  م) – وكان واليًا في الدولة العثمانية على ولايات طرابلس واللاذقية.
- محمد رشيد رضا (توفي في 1354  هـ\1935  م) – وكان عالمًا في العقيدة والتفسير، وقد أسس مجلة المنار.

### الشعار واللقب
تُعرف القلمون بـ«بلدة العِلم والعلماء»، إشارة إلى العدد الكبير من العلماء ذوو أصل قلموني، خاصة في مجال الدين، وأشهرهم الشيخ محمد رشيد رضا. هذا اللقب يذكّر أيضًا بنسبة المتعلمين العالية في البلدة.
شعار البلدة تُتَوِّجه أرزة لبنان وفوقها هلال الإسلام الدال على الديانة السائدة في البلدة. يتكون الشعار من قسمين يفصلهما شريط أزرق يمثل البحر بأمواجه. في الجانب العلوي الأيمن هناك ذكر لـ«بلدية القلمون» فوق كتاب يمثّل «مجلة المنار» التي أسسها الشيخ محمد رشيد رضا. أما في الجانب السفلي الأيسر، فهناك «زهرة الليمون»، وهي من أبرز المزروعات في البلدة مع شجر الزيتون. وأخيرًا، نختم مع لقب البلدة وشعارها وهو: «القلمون أرض العلم والعلماء».

## روابط خارجية
- موقع بلدية القلمون الرسمي
- موقع بلدة القلمون
- موقع أدوات القلمون
- نشيد "يا قلمون" على يوتيوب
- القلمون...بلدة العلم والعلماء على يوتيوب